# Адам Вавжинець Жевуський
Адам Вавжинець Жевуський гербу Кривда (пол. Adam Wawrzyniec Rzewuski; 10 серпня 1760 — 12 січня 1825, Погребище) — польський магнат, державний діяч, дипломат Речі Посполитої, Російської імперії з роду Жевуських. Літератор, масон. Власник маєтку Погребище, Чуднів.

## Життєпис
Син Станіслава Фердинанда Жевуського та його дружини Катажини Кароліни Радзивілл. Онук Вацлава Пйотра Жевуського, небіж Северина Жевуського. Народився в Несвізькому замку, родовому маєтку свого діда (по матері) Михайла Казимира «Рибоньки» 10 серпня 1760 року.
У 27 років був відправлений послом до Данії, з успіхом виконав свою місію; через два роки за видатну політичну діяльність став сенатором Речі Посполитої, будучи обраним каштеляном вітебським 5 листопада 1790. Виступаючи на Сеймі у віці 22 років, звернув на себе увагу своїм красномовством і глибоким розумінням справ.
Після поділу Речі Посполитої, коли значна частина була окупована Росією, Жевуський був прийнятий на російську службу з чином дійсного статського радника і призначений головою цивільної палати у новоствореній Брацлавської губернії. У 1808 р. київське дворянство обрало його своїм губернським маршалком. Наступного року став членом Сенату. Переселившись до Петербурга, Жевуський брав участь в масонському русі: він був великим намісним майстром великої ложі «Астрей» і ложі «Білого Орла» на сході Петербурга, яка працювала за ритуалом Великого Сходу Варшави і з польською мовою.
25 вересня 1785 року з спадкоємцями батька провів поділ спадку, став дідичем Погребища, де за його сприяння 1814 року було відновлено спалений костел. Від Прота Потоцького придбав маєток в Чуднові. Через заборгованість маєтків була можливість їх «ліцитації», чого він не допустив «полюбовно».
Помер у своєму маєтку в Погребищі 12 січня 1825 року.

## Твори
Залишив після себе кілька творів політичного характеру, з яких більшість залишилася в рукописах. Так, відома його «Записка про царювання короля Станіслава-Августа»; варті уваги також: «Розмови в царстві мертвих», «Зауваження на польські закони», поправки помилок у творі генерала Дюмур'є «Про конфедерації в Барі». Жевуський не був чужий і витонченій літературі: відомий як автор багатьох ліричних віршів. Крім того, ним зроблені віршовані переклади Тібуллових елегій і трагедій «Полієвкт» і «Смерть Цезаря».
Ним надруковані:
1) «O reformie rządu republikańskiego myśli», Варшава, 1790 р.;
2) «O proponowanej przez dwór londyński cesji miasta Gdańska cum teritorio, dla dworu berlińskiego uwaga», рік видання невідомий.

## Діти
Усі діти від першого шлюбу з Юстиною Рдултовською (бл. 1775—1836), донькою рідної сестри Францішки, посагом її були 700000 злотих:
- Генрик (1791—1866), автор історичних романів польською мовою.
- Кароліна (1795—1885), господиня відомого одеського салону, кохана Олександра Пушкіна і Адама Міцкевича, цивільна дружина генерала Вітта.
- Адам (1801—1888), генерал-ад'ютант і генерал від кавалерії на російській службі, батько аферистки Катерини Радзивілл.
- Евеліна (1803—1882) — дружина французького романіста Оноре де Бальзака.
- Аліна (1803—1878) — дружина Олександра Монюшка, брата знаменитого композитора Станіслава Монюшка; жила у Варшаві.
- Поліна (1806—1866) — дружина одеського негоціанта Івана Різнича (першим шлюбом одруженого з Амалією Різнич), який також був директором і головним меценатом одеського театру.[6]
- Ернест (1812—1862), польський поміщик, з 1856 р. граф. Дружина — Констанція Івановська, діти: Марія, Ернестина та Адам.